# William Edward Willoughby Petter

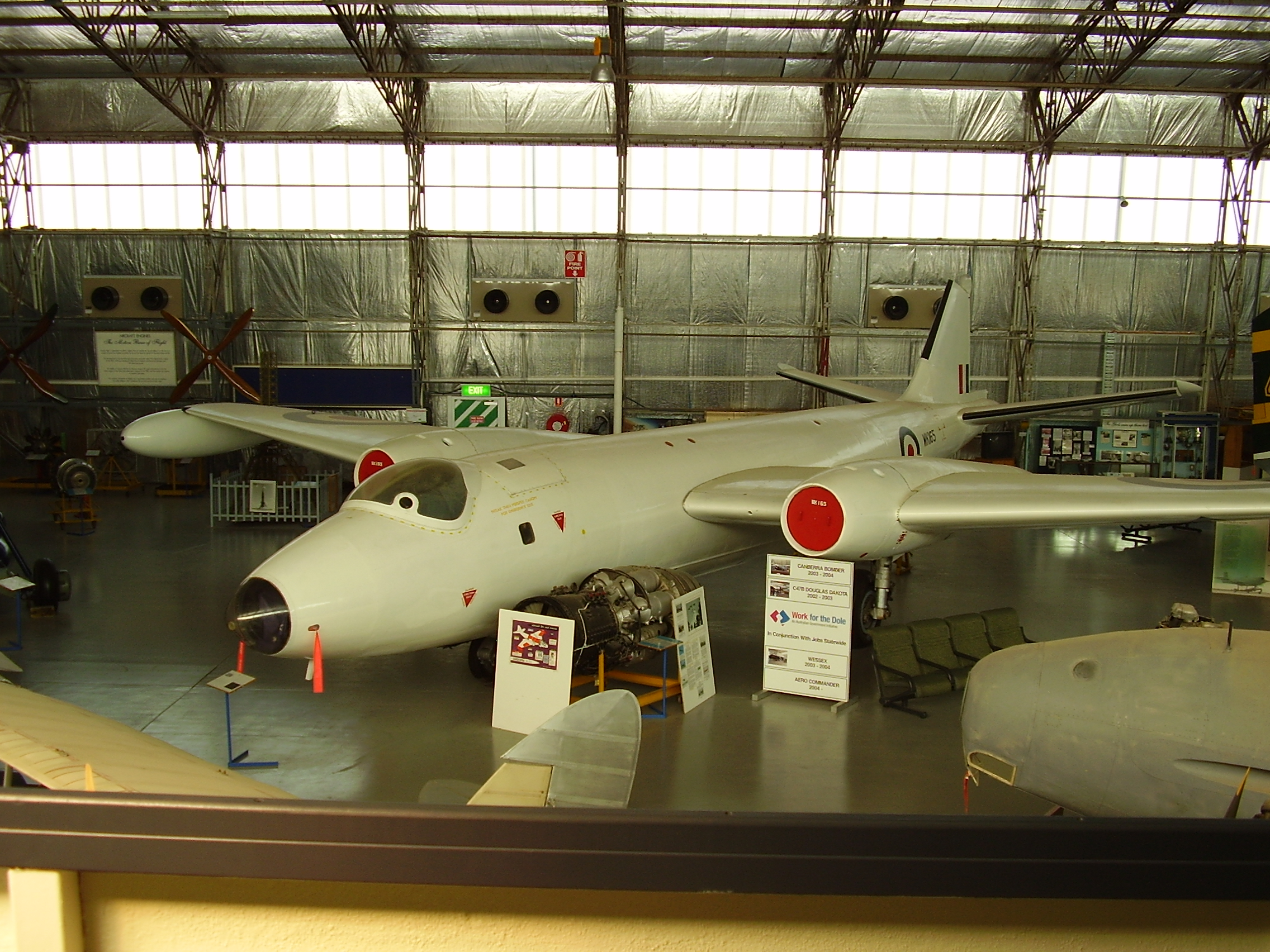
English Electric Canberra – eine der Flugzeugentwicklungen Petters

William Edward Willoughby Petter (* 8. August 1908; † 1. Mai 1968 in Béruges, Frankreich) (auch Teddy Petter) war ein englischer Luftfahrtingenieur. 
Petter war ein Nachfahre der Gründer von Westland Aircraft. Er trat 1929 in das Unternehmen ein und wurde sechs Jahre später dessen Technischer Direktor. Petter entwarf dort z. B. die erfolgreichen Muster Lysander und Welkin. 
Er verließ die Westland-Werke, als diese sich Ende des Zweiten Weltkrieges auf die neuen Hubschrauber konzentrierten und die Entwicklung von Starrflügelflugzeugen einstellten. Er nahm eine Stellung  bei English Electric an und entwickelte dort die Canberra. Es kam im Rahmen der Entwicklung der English Electric Lightning zu Meinungsverschiedenheiten zwischen Petter und der Geschäftsführung von English Electric, so dass Petter zu Folland wechselte und dort die Gnat und die Midge konstruierte.
| Personendaten    | Personendaten                     |
| ---------------- | --------------------------------- |
| NAME             | Petter, William Edward Willoughby |
| ALTERNATIVNAMEN  | Petter, Teddy (Spitzname)         |
| KURZBESCHREIBUNG | englischer Luftfahrtingenieur     |
| GEBURTSDATUM     | 8. August 1908                    |
| STERBEDATUM      | 1. Mai 1968                       |
| STERBEORT        | Béruges, Frankreich               |